# Locomotion Museum

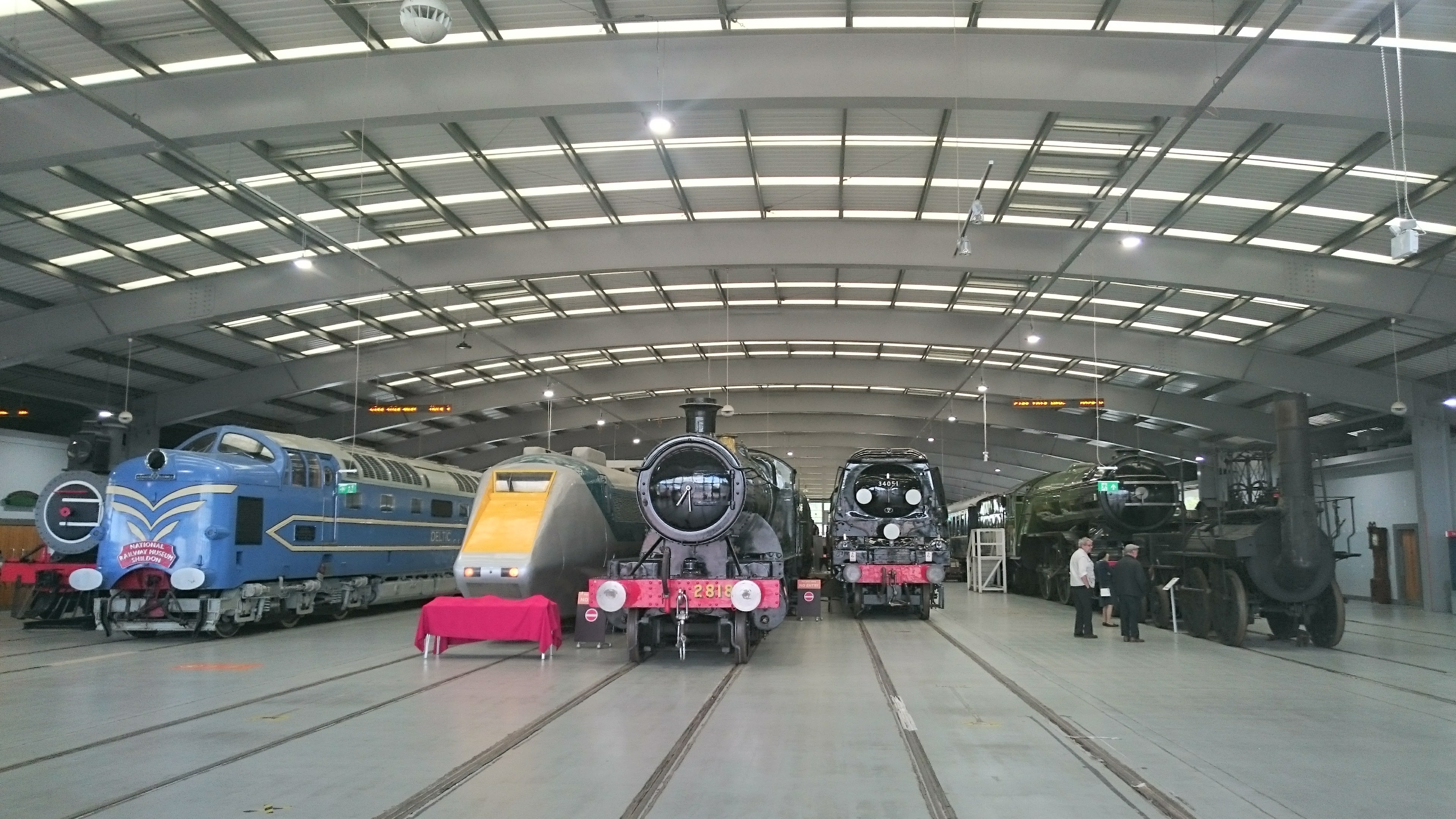
Züge in der Ausstellungshalle

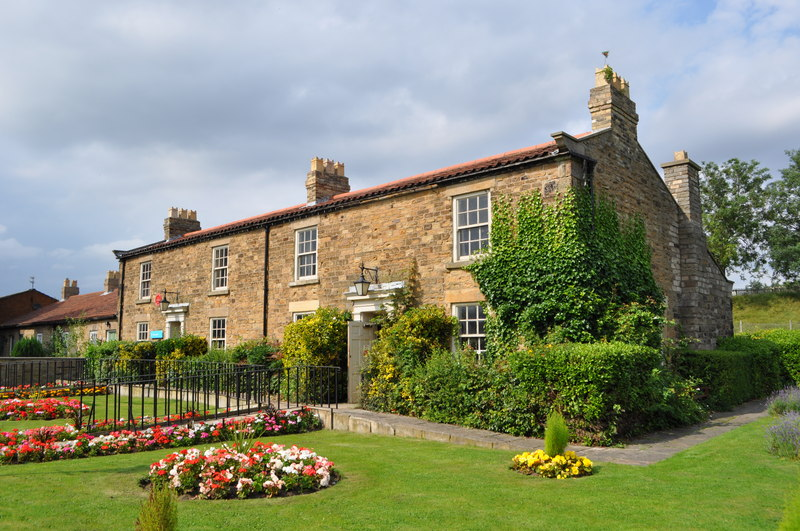
Hackworths Wohnhaus

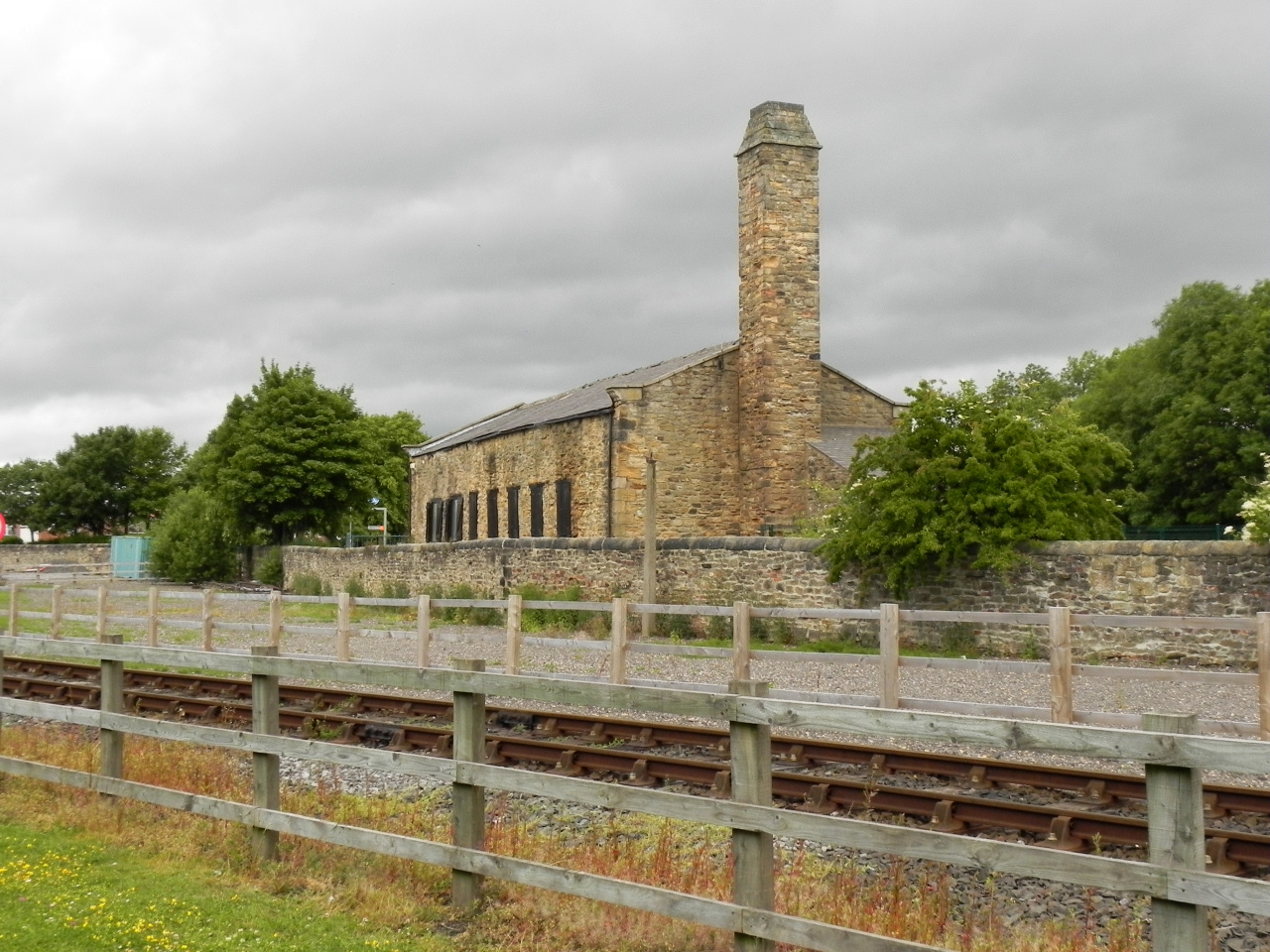
Soho Works

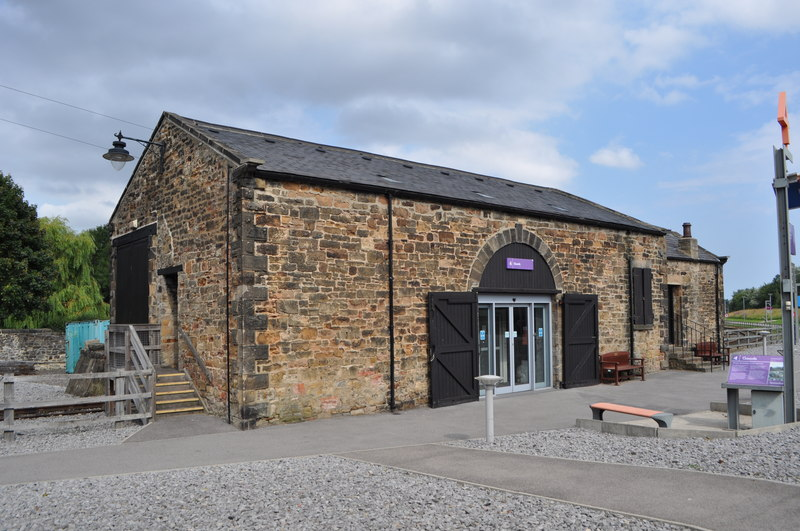
Güterschuppen

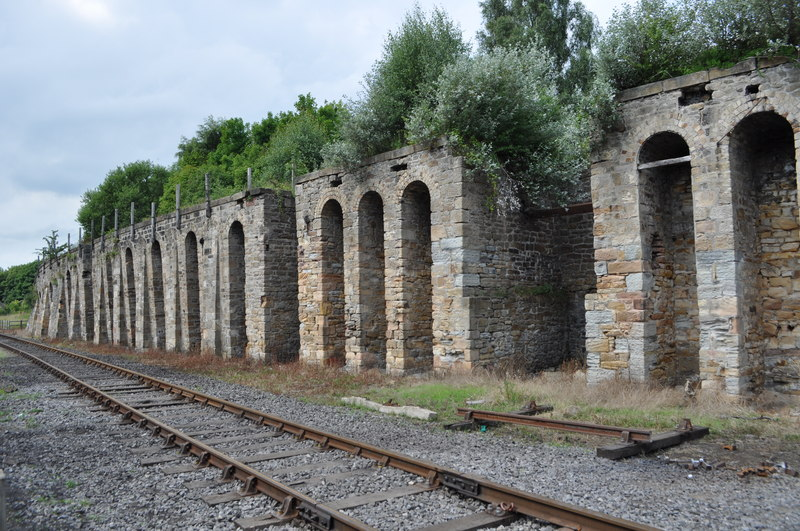
Kohleverladestelle

Das Locomotion Museum (früher als Locomotion: The National Railway Museum at Shildon bekannt) ist ein Eisenbahnmuseum in Shildon, County Durham, England. Es ist eine Außenstelle des National Railway Museum in York und ist Teil der Science Museum Group. Das Museum beherbergt historische Eisenbahnfahrzeuge, darunter die Locomotion No. 1; auf dem Gelände befinden sich auch das Haus des Lokomotivingenieurs Timothy Hackworth, seine Werkstätte und ein ehemaliges Kohlelager.

## Überblick
Eröffnet wurde das Museum am 22. Oktober 2004 durch den damaligen Premierminister und örtlichen Parlamentsabgeordneten Tony Blair. Es war für 11,3 Millionen Pfund gebaut worden und basiert auf dem ehemaligen „Timothy Hackworth Victorian Railway Museum“. Das Museum wird in Partnerschaft mit dem Durham County Council betrieben und sollte jährlich 60.000 Besucher in die Kleinstadt bringen. In den ersten sechs Monaten seines Bestehens verzeichnete das Museum jedoch 94 000 Besucher. Das Locomotion Museum kam in die engere Auswahl für den Gulbenkian-Preis, einen der bedeutendsten Kunstpreise des Vereinigten Königreichs, und war einer der fünf Finalisten. 2024 betrug die Besucherzahl etwa 164.000 Personen.

## Standort
Das Museum befindet sich in der Nähe von Timothy Hackworths Soho Works an der weltweit ersten öffentlichen Eisenbahnlinie, der Stockton and Darlington Railway (die am 27. September 1825 mit einem von der Locomotion No. 1 gezogenen Zug eröffnet wurde). Dank der Waggonfabrik in Shildon (1984 geschlossen) entwickelte sich Shildon zu einem wichtigen Zentrum des britischen Eisenbahnbaus.
Der Bahnhof von Shildon an der Tees Valley Line wurde im Rahmen der Errichtung des Museums umgebaut und modernisiert und befindet sich direkt neben dem Wanderweg und der Demonstrationsstrecke durch das Museumsgelände. Er wird von allen Zügen der Linie bedient, die von Northern Trains betrieben werden.

## Wahrzeichen des Museums
Das Museum ist in Form von Haltestellen entlang der 1 km langen Demonstrationsstrecke mit Wegweisern und Informationspunkten auf dem Weg zwischen den Parkplätzen und dem Hauptgebäude der Sammlung angeordnet. Es verfügt über ein sechsgleisiges Gleisvorfeld vor dem Hauptschuppen und ein weiteres kurzes Gleisstück für die Vorführung der ausgestellten Lokomotiven und Gastzüge.
Der Weg beginnt am Empfangsgebäude aus dem 19. Jahrhundert. Das Original der Dampflokomotive Sans Pareil war früher hier ausgestellt (es wurde inzwischen in das Sammlungsgebäude verlegt). Das zweite Gebäude ist das Wohnhaus von Timothy Hackworth, in dem verschiedene Aktivitäten zur Geschichte von Shildon stattfinden. Soho ist ein Steingebäude, das ursprünglich als Eisenwarenladen diente und später eine Eisenbahnwerkstatt war. Die vierte Station ist der ehemalige Güterschuppen, in dem die meisten ein- und ausgehenden Waren mit Pferdefuhrwerken an die Eisenbahn geliefert wurden. Das Gebäude ist teilweise aus recycelten Steinschwellenblöcken gebaut, wobei die alten Befestigungsschlitze in der Wand sichtbar sind.
Das Paketbüro des Bahnhofs ist der nächste Teil des Weges; an der Kreuzung sieht man auf der anderen Seite der Gleise die ehemaligen Ställe der frühen Pferdewagen, deren Strecken an die Stockton and Darlington Railway angeschlossen waren. Die Waggons wurden eine Steigung hinaufgezogen und die Kohle über hölzerne Rutschen in den darunter liegenden Tender fallen gelassen. Der Weg endet am größten Gebäude des Museums. Es beherbergt die Ausstellungshalle und eine Restaurierungswerkstatt mit einer Aussichtsgalerie, in der man die von Freiwilligen durchgeführten Arbeiten an einigen Exponaten besichtigen kann. Zu den weiteren Einrichtungen des Gebäudes gehören interaktive Spiele, ein Café und ein Souvenirladen.

## Exponate
Das Museum beherbergt mehrere Lokomotiven aus der nationalen Sammlung, darunter eine Nachbildung der Sans Pareil von Timothy Hackworth. Die Originallokomotive, die für die Rainhill Trials gebaut wurde, befindet sich ebenfalls in Shildon. Bei den Versuchen sollte entschieden werden, welche Lokomotive die Personenzüge zwischen Liverpool und Manchester ziehen sollte. Nach 175 Jahren Abwesenheit kehrte die Lokomotive nach Shildon zurück und ist im Sammlungsgebäude ausgestellt. Die LNER-Klasse A4 „Mallard“, die sich normalerweise im National Railway Museum in York befindet, war von Juni 2010 bis Juli 2011 vorübergehend im Shildon ausgestellt.
Das Hauptausstellungsgebäude beherbergt den größten Teil der Sammlung und enthält die einzigen Exemplare der Prototypen der APT-E und der English Electric DP1 (auch Deltic genannt). Das Museum verfügt über eine Windturbine, die Strom ins nationale Stromnetz einspeist, und einen Biodiesel-Bus, der die Besucher auf dem Gelände befördert.
| Baureihe                              | Nummer (und Name falls zutreffend) | Bild |
| ------------------------------------- | ---------------------------------- | ---- |
| Hunslet Austerity 0-6-0ST             | 3850 Juno                          |      |
| SR-Klasse Battle of Britain           | 34051 „Winston Churchill“          |      |
| LMS-Klasse 5 „Black Five“             | 5000                               |      |
| Locomotion                            | No. 1                              |      |
| Locomotion                            | No. 1 (Replikat)                   |      |
| NER-Klasse C1                         | 65033                              |      |
| LNER-Klasse V2                        | 4771 „Green Arrow“                 |      |
| Sans Pareil                           | (Replikat)                         |      |
| Sans Pareil                           | (für Rainhill Trials)              |      |
| LNWR-Klasse G2                        | 49395                              |      |
| Lyon                                  |                                    |      |
| NER-Klasse M1                         | 1621                               |      |
| GNR-Klasse C1 (großer Kessel)         | 251                                |      |
| LSWR-Klasse 0298                      | 30587                              |      |
| South African Class 7A 4-8-0          | 390                                |      |
| LNWR-Klasse Improved Precedent        | 790 „Hardwicke“                    |      |
| Andrew Barclay (feuerlose Lokomotive) | Imperial No. 1                     |      |

| Baureihe                | Nummer (und Name falls zutreffend) | Bild |
| ----------------------- | ---------------------------------- | ---- |
| British Rail-Klasse 306 | 306017                             |      |
| British Rail-Klasse 142 | 142001                             |      |
| British Rail-Klasse 414 | 4308                               |      |
| British Rail-Klasse 401 | 2090                               |      |

| Baureihe                                      | Nummer (und Name falls zutreffend) | Bild |
| --------------------------------------------- | ---------------------------------- | ---- |
| LNER-Klasse ES1 (Rangierlok)                  | 1                                  |      |
| British-Rail-Klasse 03 (Rangierlok)           | D2090 (03090)                      |      |
| British-Rail-Klasse 08 (Rangierlok)           | 08911 „Matey“                      |      |
| English Electric DP1 (British-Rail-Klasse 55) | DP1 „Deltic“                       |      |
| British-Rail-Klasse 41 (HST)                  | 41001                              |      |
| British-Rail-Klasse 43 (HST)                  | 43102                              |      |
| British-Rail-Klasse 71                        | 71001                              |      |
| Advanced Passenger Train                      | APT-E                              |      |
| Sentinel (Rangierlok)                         | H001                               |      |
| Wickham Trolley                               | 960209                             |      |
| Waterloo & City Line (Rangierlok)             | 75S                                |      |

| Baureihe                                               | Nummer (und Name falls zutreffend) | Bild |
| ------------------------------------------------------ | ---------------------------------- | ---- |
| British Railways Mark 1                                | 21274                              |      |
| BR ZZA (Schneepflug)                                   | ADB 965232                         |      |
| SR „Queen Mary“ (Begleitwagen)                         | B56283                             |      |
| HAA (Kohle-Selbstentlader)                             | 350000                             |      |
| HAA (Kohle-Selbstentlader)                             | 368459                             |      |
| NER-Schneepflug                                        | No. 12                             |      |
| CIWL-Schlafwagen des Night Ferry                       | 3972                               |      |
| High Speed Freight Vehicle                             | HSFV1                              |      |
| Stockton and Darlington Railway Schienenkutsche (1847) | 59                                 |      |
| Stockton and Darlington Railway Schienenkutsche (1846) | 31                                 |      |